# عبد الله بن محرز
وهو من مهندسين القرن الثاني الذين قاموا ببناء بغداد وبكر اليعقوبى في كتاب البلدان فيمن هندس بغداد من المهندسين وذكر المنصور العباسي لما شعرف في بناء بغداد قسم ارضها إلى أربعة اجزاء وأعطى كل جزء إلى رجل من المهندسين وكان لعبد الله بن محزر الربع الذي من باب الكوفة إلى باب الشام وشارع طريق الانبار إلى حد بض حرب بن عبد الله. ولم نقف له على ترجمة، وإنما ذكره اليعقوبي في كتاب البلدان فيمن هندس بغداد من المهندسين. وخلاصة ما ذكره أن المنصور العباسي لما شرع في بناء بغداد قسم أرباضها إلى أربعة أرباع، وقلد للقيام بكل ربع رجلًا من المهندسين، وضمَّ إليه اثنين من رجاله للإشراف على الأعمال، بعدما بيّن لأصحاب كل ربع ما يصير لكل رجل من الذرع وما قدره للحوانيت والأسواق والمساجد والحمامات فقلد عبد لله بن محرز المهندس الربع الذي من باب الكوفة إلى باب الشام، وشارع طريق الأنبار إلى حد ربض حرب بن عبد لله، وجعل معه من رجاله سليمان بن مجالد وواضحًا مولاه.